# العنصرية في كوريا الجنوبية
تم الاعتراف بكون العنصرية في كوريا الجنوبية - خاصة من قبل وسائل الإعلام الكورية الجنوبية - مشكلة اجتماعية واسعة النطاق. يعزو الكثيرون المواقف العنصرية لبعض الكورين إلى القومية العرقية الكورية، حيث تحظى مفاهيم النقاء العنصري ونقاء الدم بتقدير كبير في كوريا. وفقًا لـ فريدم هاوس، «تفتقر كوريا الجنوبية إلى قانون شامل لمكافحة التمييز. تواجه الأقليات الإثنية القليلة في البلاد تمييزًا قانونيًا واجتماعيًا. يواجه السكان الذين ليسوا من أصل كوري، صعوبات بالغة في الحصول على الجنسية، والتي تستند إلى الأبوة. أطفال المقيمين المولودين في الخارج يعانون في كوريا الجنوبية من الاستبعاد المنهجي من التعليم والأنظمة الطبية».
أدت الزيادة في الهجرة إلى كوريا الجنوبية منذ العقد الأول من القرن العشرين إلى تحفيز المزيد من التعبيرات العلنية عن العنصرية، فضلاً عن انتقاد تلك التعبيرات. وكثيراً ما تحدثت الصحف عن التمييز ضد المهاجرين وانتقدته، ويتمثل في أشكال مثل الحصول على رواتب أقل من الحد الأدنى للأجور، أو حجب أجورهم، أو ظروف العمل غير الآمنة، أو الإيذاء البدني.
في مسح القيم العالمية 2010-2014، أفاد 44.2 ٪ من الكوريين الجنوبيين أنهم لا يريدون شخصا أجنبيا كجار لهم. يتم التعبير عن المواقف العنصرية بشكل أكثر شيوعًا تجاه المهاجرين من الدول الآسيوية الأخرى وأفريقيا، وأقل تجاه المهاجرين من أوروبا وأمريكا الشمالية البيضاء والأمريكيين اللاتينيين البيض الذين يمكنهم أحيانًا تلقي ما يوصف بأنه «معاملة طيبة للغاية». كما تم الإبلاغ عن وجود تمييز فيما يتعلق بالأطفال ذوي العرق المختلط، والمهاجرين من الصينيين والكوريين الشماليين.
أدى التشريع الأخير - وخاصة قانون توظيف العمال الأجانب (2004) وقانون دعم الأسر متعددة الثقافات (2008) - إلى تحسين وضع المهاجرين، وحماية حقوقهم الإنسانية وحقوقهم بشكل أكثر فعالية. في عام 2011، تخلى الجيش الكوري الجنوبي عن لائحة تمنع الرجال ذوي العرق المختلط من التجنيد، وقام بتغيير قسم التجنيد للإشارة إلى الجنسية الكورية بدلاً من العرق. وبالمثل، تم سحب المفاهيم ذات الصلة من المناهج الدراسية. تم اعتماد هذا جزئيًا نتيجة للضغط الدولي - على وجه الخصوص، القلق من لجنة الأمم المتحدة المعنية بالقضاء على التمييز العنصري، التي ذكرت أن استمرار التفكير المتمركز حول العرق في كوريا الجنوبية «قد يكون عقبة أمام تحقيق المساواة في المعاملة واحترام الأجانب والأشخاص الذين ينتمون إلى أعراق وثقافات مختلفة».
اعتبارًا من يناير 2018، كانت كوريا الجنوبية لا تزال تفتقر إلى قانون مكافحة التمييز، الذي أوصت به لجنة حقوق الإنسان التابعة للأمم المتحدة في عام 2015. تم الإبلاغ عن توقف القانون بسبب «عدم وجود إجماع عام عليه».
في يوليو 2018، تسبب احتجاج جماهيري ضد اللاجئين اليمنيين الذين وصلوا إلى جزيرة جيجو في غضب في كوريا الجنوبية.